# Рене ван Кемпен
Рене ван Кемпен (нар. 13 вересня 1961, Утрехт) — художник медіа-мистецтва, графік, працює у техніках офорту, цифровий друк, колажу. Куратор і учасник мистецьких проєктів сучасного мистецтва у багатьох країнах, серед яких — Австрія, Австралія, Бельгія, Болгарія, Велика Британія, Канада, Мексика, Нідерланди, Німеччина, Південна Корея, Польща, Угорщина, Японія та ін., роботи зберігаються у галереях та приватних колекціях. Мешкає в Амстердамі, має також майстерню в Берліні,

## Нагороди
- 2020 — Срібний приз 2-й TKO (Токіо-Кіото-Осака) Міжнародної виставкаи мініпринтів -2020 (Японія)[1].
- 2019 — 2-а премія 19th Lessedra World Art Print Annual mini Print 2019 (Софія, Болгарія)[2]
- 2019 — Почесна відзнака: 10-та Міжнародна бієнале малюнку, Польська мистецька фундація — Мельбурн (Австралія)[3],
- 2018 — 3-й приз (премія Марсіля Лавалле) Center d'artistes Voix Visuelle Oттава, Канада[4].

## Життєпис і творчість
Рене ван Кемпен народився 13 верезня 1961 року в Утрехті, Нідердандах.
У рідному місті, багатому на художні традиції, закінчив академію мистецтв Hoge School Voor De Kunsten Utrecht (HKU), факультет графіки у 1991. Добре володіє такими класичними графічними техніками, як малюнок, офорт, ліногравюра, які поєднує із засобами медіа-мистецтва. Він застосовує комп'ютерні технології, обробляючи й колажуючи фотозображення для цифрового друку. Його принти мають неповторний впізнаваний стиль, з ними він бере участь у міжнародних конкурсах по всьому світу й має чимало призів та нагород.
У своїх творах Рене ван Кемпен акцентує на тематичному спрямуванні, яке стосується важливих соціальних і політичних аспектів буття. Їх своєрідний графічний аналіз та філософське осмислення складають основу стилістики художника. Він вважає суттєвим брати за основу своїх творів не тільки безпосередні враження, а й ті, що здебільшого продукує медіа-простір, підкреслюючи графічні особливості техногенного походження з інтернету, телебачення, друкованої реклами тощо. Його турбує те, що людська діяльність нерідко призводить до деструктивних наслідків. У серіях «Аналіз», «Вуличне життя», «Образ» Р. ван Кемпен дає свій коментар сучасного суспільства. «Зображення мають лише місце, але не є фактом»,— констатує художник. У своїй роботі «Флаг» він коментує жахливе вбивство громадського діяча Тео ван Гога у своїй країні, зобразивши на тлі трьох кольорів голландського прапора задокументовані по телебаченню кадри події.. Українські глядачі могли бачити його твори на виставці 2007 року у галереї Фонду сприяння розвитку мистецтв, за підтримки Посольства Нідерландів в Україні і особисто пана Посла Рональда Келлера, який цінує мистецтво, що сприяє взаєморозумінню між людьми у світі.

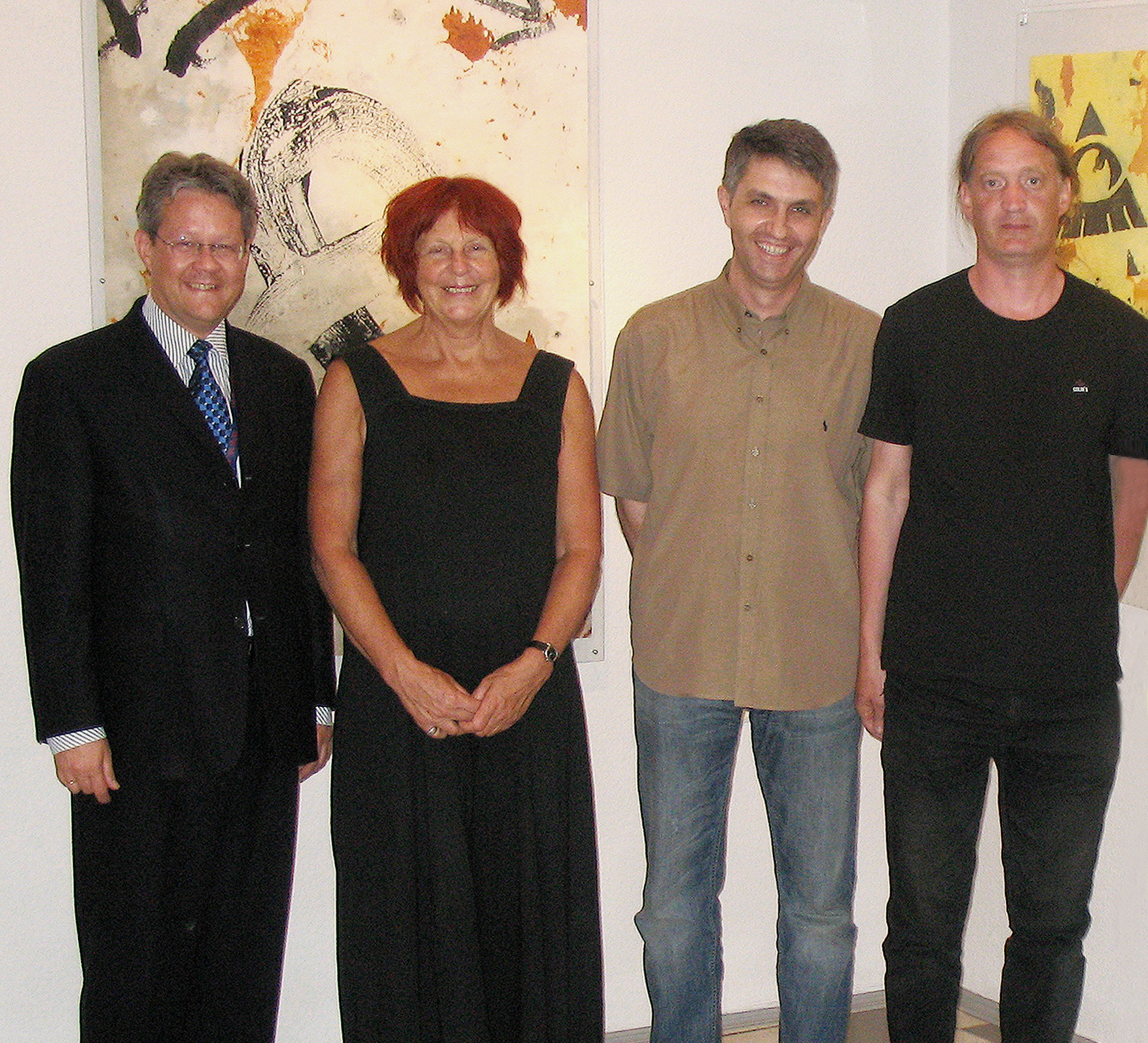
На фото: Посол Королівства Нідерланди в Україні Рональд Келлер, Жозе ван Туберген, Юрій Круліковський та Рене ван Кемпен, Київ, 2007

Принти Рене ван Кемпена віддзеркалюють найболючіші проблеми цивілізації: кризу екології й клімату, підступність штучного інтелекту, вади урбанізації й глобалізації, футуристичні сподівання на прогрес та багато іншого. Після переїзду в Амстердам й обладнанню майстерні зростає активність художника, розширюється коло однодумців у мистецтві. На міжнародному арт-фестивалі у Магдебурзі (2000—2005) знайомиться з багатьма іноземними художниками, зокрема, українськими, роками листується з ними. У 2008, працюючи у галереї Stichting WG Kunst Рене ван Кемпен запросив київську групу цифрових художників «Г. В. Х.» до Амстердаму і став співкуратором їхньої виставки Digital yard #3..На відкритті був присутній Надзвичайний та Повноважний Посол України в Королівстві Нідерланди пан Василь Корзаченко. Виставка принтів та інсталяцій багатогранно висвітлювала державотворчі процеси в Україні й сприяла культурній дипломатії між двома країнами Європи.

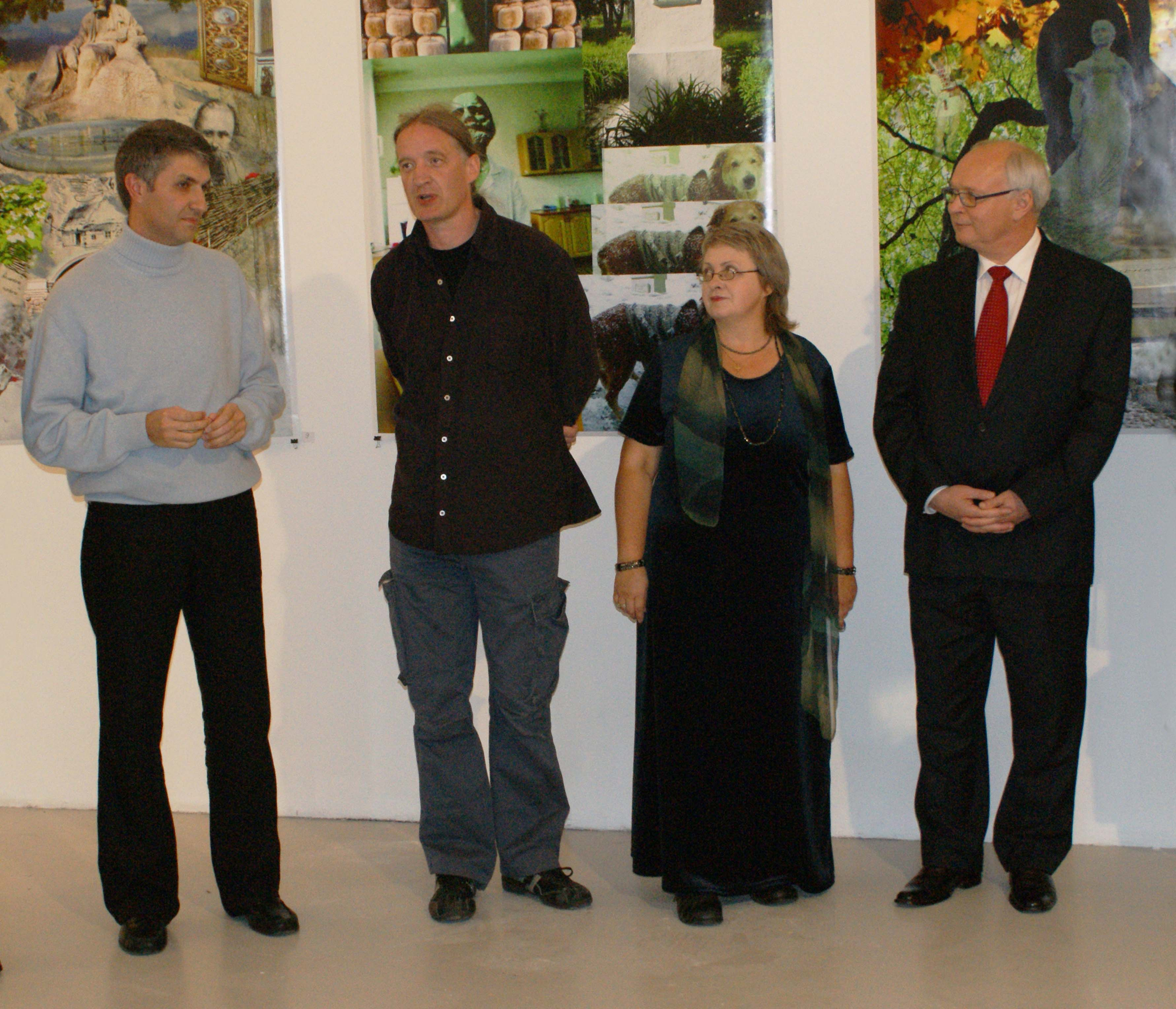
На відкритті виставки Digital yard#3 у галереї Stichting WG Kunst: Юрій Круліковський, Рене ван Кемпен, Олена Голуб, Надзвичайний та Повноважний Посол України в Королівстві Нідерланди пан Василь Корзаченко. Амстердам.2008

З 2022 року, початком повномасштабної Російсько-української війни твори Рене ван Кемпена палко засуджують рашизм, співчувають воїнам визвольної боротьби України. Прикметною стала його участь у виставці Stand with Ukraine у Болгарії із триптихом «Цей принт не є витвором мистецтва», яким він полемізував з прихильниками замовчування рашистської агресії. Його коментар: «В історії мистецтва є незліченна кількість прикладів творів мистецтва, які шокували … У 1923 році Отто Дікс написав картину „Окоп“. Ця картина викликала скандал. Картину дозволялося виставляти лише за завісою. Чи може завіса приховати правду? Я так не думаю…У 2022 році було накинуто кілька завіс, щоб приховати і навіть заперечити правду. Люди, зображені на моїй роботі під назвою „Цей принт не є витвором мистецтва“, справжні!..Тому назвати цей твір мистецьким я не можу. Дівчина посередині з українським прапором підняла для нас завісу, показуючи правду».
У 2025 Рене брав участь разом українськими митцями у Міжнародному арт-ярмарку TRYST, Торранс Арт Музей, округ  Лос-Анджелеса,  США,  у проєкті «Wartime-Lifetime» групи Open O’pen$  ( О. Харч,  О. Голуб,  А. Будник,  Г. Вишеславський, В. Харченко, Рене ван Кемпен).